# Stefan Winners
Stefan Winners (* 17. Februar 1967 in Essen) ist ein deutscher Unternehmer der Digital- und Technologiewirtschaft.

## Leben
Stefan Winners wurde am 17. Februar 1967 in Essen-Kettwig geboren. Sein Vater war Universitätsprofessor für Mathematik in Essen, er hat zwei jüngere Geschwister.
Nach Abschluss seines Studiums als Diplom-Kaufmann an der Universität Passau und beruflichen Stationen bei Bertelsmann, awk Aussenwerbung und der Vogel Business Medien wechselte er im Juni 2005 zum Burda-Konzern.

## Berufliche Laufbahn
Winners war von Juni 2005 bis September 2012 Vorstandsvorsitzender/CEO der börsennotierten Tomorrow Focus AG in München, einer Beteiligungsgesellschaft von Hubert Burda Media. Unter seiner Führung wurden unter anderem die HolidayCheck AG (2006), Elitepartner (2007) und jameda (2007) erworben, während unter anderem Bellevue and More (2007) und Playboy (2010) verkauft wurden. Das Unternehmen, das 2004 einen Umsatz von 48,8 Mio. Euro und ein EBIT von −3,0 Mio. Euro auswies, wuchs bis Ende des Geschäftsjahres 2012 auf einen Umsatz von 149,1 Mio. Euro und ein operatives Ergebnis von 20,0 Mio. Euro.
Von Oktober 2012 bis Dezember 2019 war Winners Vorstandsmitglied bei Hubert Burda Media in München. Er war zudem Vorsitzender des Verwaltungsrats und geschäftsführender Direktor der Burda Digital SE (vormals Burda Digital GmbH), die die Digitalaktivitäten von Burda in den deutschsprachigen Ländern bündelte. Dort verantwortete er die börsennotierten Unternehmen HolidayCheck Group AG sowie die New Work SE (vormals XING AG), die Hubert Burda Media mehrheitlich im Januar 2013 übernommen hatte. Winners war auch von Mai 2012 bis Juni 2016 Mitglied des Aufsichtsrats der zooplus AG in München. 
Zudem verantwortete Winners die Unternehmen Burda Forward Group (unter anderem Focus.de, chip.de) sowie die ComputerUniverse, Cyberport, jameda und weitere Geschäfte.
Winners gab im März 2020 bekannt, dass er den Aufsichtsratsvorsitz der HolidayCheck Group AG sowie der New Work SE niederlegen und damit Ende Juni 2020 aus dem Burda-Konzern ausscheiden werde.

## Börsengänge
Winners war von Juli 2020 an Senior Advisor für Lakestar Venture Capital in Zürich, der Risikokapitalgesellschaft von Klaus Hommels. Mit ihm brachte er als CEO Lakestar SPAC 1, das erste europäische Technologie-SPAC, im Februar 2021 an die Börse in Frankfurt und erzielte einen IPO-Erlös von 275 Mio. Euro. Der Börsengang war vielfach überzeichnet. Die Firma fusionierte im September 2021 mit der HomeToGo SE und wurde dabei mit 1,2 Mrd. Euro bewertet.
Danach gründete er gemeinsam mit Cornelius Baur, Axel Herberg, Stefan Oschmann, Thomas Rudolph und Peer Schatz die European Healthcare Acquisition and Growth Company. Beim Börsengang in Amsterdam im November 2021 wurden 200 Mio. Euro erlöst. Winners ist Chairman der Gesellschaft.

## Aufsichtsrats- und Beiratsmandate
Winners ist Mitglied des Beirats und Aufsichtsrats der Giesecke und Devrient GmbH in München, Chairman der DoDo Group SE in Prag sowie der Cepres GmbH in München. Außerdem ist er als Beirat für weitere Unternehmen in Deutschland und den USA tätig. Er berät zudem Unternehmen in Europa, den USA und Asien.

## Tätigkeit als Investor und Privates
Winners investiert seit 2011 in Digital-, Technologie- und Green-Tech-Unternehmen in Deutschland und den USA. Er ist Alumnus der Harvard Business School (AMP) und äußert sich regelmäßig in Debatten über die Zukunft der digitalen Gesellschaft.
Winners unterstützt unter anderem verschiedene Sozialprojekte, etwa in der Kap-Provinz in Südafrika. Er ist verheiratet und lebt mit seiner Familie in München.